# Zirkenbach (Fulda)
Zirkenbach ist ein Stadtteil der osthessischen Stadt Fulda.

## Geographie
Der Stadtteil liegt südwestlich der Kernstadt an der Mündung der Saurode in die Giesel. Die Kreisstraße 101 verläuft durch den Ort und verbindet ihn mit Johannesberg in östlicher und Zell in westlicher  Richtung.

## Geschichte
Im Jahre 1160 wurde das Dorf erstmals urkundlich genannt. Durch das Dorf führte der Ortesweg, eine Altstraße.
Am 1. August 1972 wurde die bis dahin selbständige Gemeinde Zirkenbach im Zuge der Gebietsreform in Hessen kraft Landesgesetz in die Stadt Fulda eingegliedert.

### Einwohnerentwicklung
| • 1510: | 9 Viehhalter | • 1812: | 18 Feuerstellen, 118 Seelen |

| Zirkenbach: Einwohnerzahlen von 1812 bis 2017 | Zirkenbach: Einwohnerzahlen von 1812 bis 2017 | Zirkenbach: Einwohnerzahlen von 1812 bis 2017 | Zirkenbach: Einwohnerzahlen von 1812 bis 2017 | Zirkenbach: Einwohnerzahlen von 1812 bis 2017 |
| --- | --------------------------------------------- | --------------------------------------------- | --------------------------------------------- | --------------------------------------------- |
| Jahr |                                               |                                               |                                               | Einwohner                                     |
| 1812 | 1812                                          |                                               | 118                                           | 118                                           |
| 1834 | 1834                                          |                                               | 183                                           | 183                                           |
| 1840 | 1840                                          |                                               | 143                                           | 143                                           |
| 1846 | 1846                                          |                                               | 149                                           | 149                                           |
| 1852 | 1852                                          |                                               | 154                                           | 154                                           |
| 1858 | 1858                                          |                                               | 152                                           | 152                                           |
| 1864 | 1864                                          |                                               | 144                                           | 144                                           |
| 1871 | 1871                                          |                                               | 113                                           | 113                                           |
| 1875 | 1875                                          |                                               | 126                                           | 126                                           |
| 1885 | 1885                                          |                                               | 164                                           | 164                                           |
| 1895 | 1895                                          |                                               | 169                                           | 169                                           |
| 1905 | 1905                                          |                                               | 159                                           | 159                                           |
| 1910 | 1910                                          |                                               | 156                                           | 156                                           |
| 1925 | 1925                                          |                                               | 232                                           | 232                                           |
| 1939 | 1939                                          |                                               | 298                                           | 298                                           |
| 1946 | 1946                                          |                                               | 375                                           | 375                                           |
| 1950 | 1950                                          |                                               | 366                                           | 366                                           |
| 1956 | 1956                                          |                                               | 377                                           | 377                                           |
| 1961 | 1961                                          |                                               | 364                                           | 364                                           |
| 1967 | 1967                                          |                                               | 476                                           | 476                                           |
| 1970 | 1970                                          |                                               | 509                                           | 509                                           |
| 1988 | 1988                                          |                                               | 472                                           | 472                                           |
| 2010 | 2010                                          |                                               | 461                                           | 461                                           |
| 2013 | 2013                                          |                                               | 439                                           | 439                                           |
| 2015 | 2015                                          |                                               | 446                                           | 446                                           |
| 2016 | 2016                                          |                                               | 432                                           | 432                                           |
| 2017 | 2017                                          |                                               | 438                                           | 438                                           |
| Datenquelle: Historisches Gemeindeverzeichnis für Hessen: Die Bevölkerung der Gemeinden 1834 bis 1967. Wiesbaden: Hessisches Statistisches Landesamt, 1968. Weitere Quellen: ; 2010,2012,2015: |                                               |                                               |                                               |                                               |

### Religionszugehörigkeit
Quelle: Historisches Ortslexikon
| • 1885: | kein evangelischer, 164 katholische (= 100,00 %) Einwohner        |
| • 1961: | 13 evangelische (= 3,57 %), 346 katholische (= 95,05 %) Einwohner |

## Religion
Zum Kirchspiel Johannesberg gehören neben Zirkenbach auch die Orte Zell und Harmerz.

## Sehenswertes
Für die unter Denkmalschutz stehenden Kulturdenkmäler des Ortes siehe Liste der Kulturdenkmäler in Zirkenbach (Fulda).
Ein Erkennungszeichen von Zirkenbach ist eine Dorfglocke an der Hauptstraße, die täglich um 6 Uhr, um 12 Uhr und um 18 Uhr zum Angelusläuten läutet. Nachdem die Glocke bei einem Brand im Jahre 1988 zerstört worden war, wurde sie in Zusammenarbeit mit dem Deutschen Zentrum für Handwerk und Denkmalpflege in Johannesberg rekonstruiert und 1991 aufgesetzt.